# Dipartimento di Fako
Il dipartimento di Fako è un dipartimento del Camerun nella Regione del Sudovest.

## Comuni
Il dipartimento è suddiviso in 5 comuni:
- Buéa
- Limbe
- Muyuka
- Tiko
- West Coast